# Mehran Kardar
Mehran Kardar (persan : مهران کاردار ; août 1957) est un physicien d'origine iranienne professeur de physique au Massachusetts Institute of Technology (MIT) et enseignant au New England Complex Systems Institute (en) (États-Unis). Il a obtenu sa licence en physique de l'Université de Cambridge en 1979, et son doctorat du MIT en 1983. Kardar est particulièrement connu pour l'équation de Kardar-Parisi-Zhang (en) (KPZ) en physique théorique, qui porte son nom et celui de ses collaborateurs.
Il a reçu la Bourse Guggenheim en 2001.

## Prix
- 1976–78 Exhibition – Bourse Senior au King's College, Université de Cambridge
- 1978–79 Prix basés sur les performances aux examens de premier cycle (Tripos)
- 1981–82 Bourse prédoctorale IBM
- 1983–86 Bourse Junior, Harvard Society of Fellows
- 1987–91 Bourse A. P. Sloan
- 1988 Membre de Ashdown House (Dortoir des diplômés), MIT
- 1988 Bergmann Memorial Research Award
- 1989 Presidential Young Investigator Award
- 1990 Prix départemental d'enseignement supérieur
- 1990–92 Professeur du MIT Class of 1948 (chaire de développement de carrière)
- 1991 Prix Edgerton pour les réalisations des jeunes professeurs au MIT
- 1992 Prix Beuchner de l'enseignement, département de physique
- 1993 Prix de l'École des sciences en enseignement supérieur
- 2001 Bourse John Simon Guggenheim
- 2007 Fellow, Société américaine de physique
- 2008 Prix de l'École des sciences en enseignement supérieur
- 2009 APS Outstanding Referee
- 2009 Membre élu de l'Académie américaine des arts et des sciences
- 2011 Chaire Francis Freidman, département de physique, MIT
- 2018 Membre élu de l'Académie nationale des sciences[2]
- 2020 Simons Fellow en Mathématiques et Physique Théorique[3]

### Ouvrages
- Statistical Physics of Fields, Cambridge University Press, 2007.  (ISBN 978-0-521-87341-3),
- Statistical Physics of Particles, Cambridge University Press, 2007.  (ISBN 978-0-521-87342-0),

Il est l'auteur d'environ 200 articles scientifiques